# Сан-Паоло-ді-Чивітате
Сан-Паоло-ді-Чивітате (італ. San Paolo di Civitate) — муніципалітет в Італії, у регіоні Апулія,  провінція Фоджа.
Сан-Паоло-ді-Чивітате розташований на відстані близько 240 км на схід від Рима, 150 км на північний захід від Барі, 39 км на північний захід від Фоджі.
Населення — 5844 особи (2014).
Щорічний фестиваль відбувається 13 червня. Покровитель — Святий Антоній Падуанський.

## Демографія
Населення за роками:

Станом на 1 січня 2023 року в муніципалітеті офіційно проживало 425 іноземців з 25 країн, серед них 281 громадянин країн Євросоюзу та 16 громадян України.

## Сусідні муніципалітети
- Апричена
- Лезіна
- Поджо-Імперіале
- Сан-Северо
- Серракапріола
- Торремаджоре